# عشاق سبورتيف
عشاق سبورتيف هو فريق كرة سلة تركي تأسس في 2006. يلعب في الدوري التركي لكرة السلة.

## وصلات خارجية
- الموقع الإلكتروني